# Contrôle par courants de Foucault
La technique de contrôle par courants de Foucault est une méthode de Contrôle Non Destructif (CND) fondée sur la circulation de courants induits dans un matériau conducteur électrique. En anglais, cette technique est dénommée Eddy current Testing (ET).
La configuration de contrôle la plus simple consiste à utiliser un bobinage alimenté par une tension sinusoïdale. Ce bobinage est placé à proximité de la pièce à contrôler. Le bobinage crée un champ magnétique sinusoïdal dans la pièce. Des courants apparaissent dans la pièce et s'opposent à la variation du champ magnétique (Loi de Lenz-Faraday).

## Paramètres
La distribution des courants induits dépend de nombreux paramètres. Les principaux paramètres d'une configuration de contrôle sont :
- la conductivité électrique et la perméabilité magnétique de la pièce à contrôler,
- la fréquence de la tension d'alimentation sinusoïdale de la bobine,
- la géométrie de la pièce,
- les caractéristiques de la bobine (géométrie, nombre de spires) et la valeur de l'amplitude de la tension d'alimentation,
- la distance entre la bobine et la pièce appelée entrefer,
- la présence éventuelle d'inhomogénéité(s) perturbant la conductivité électrique et/ou la perméabilité magnétique, par exemple un défaut de fabrication ou une fissure (c'est la méthode du contrôle par courant de Foucault).

Pour une valeur donnée de l'amplitude de la tension d'alimentation, l'intensité et la phase du courant alternatif qui circule dans le bobinage dépendent de l'ensemble des paramètres de la configuration de contrôle en raison du couplage entre le bobinage et la pièce. Ce couplage provient de la contre-réaction de la pièce aux variations de champ magnétique due à la Loi de Lenz-Faraday. Par exemple, la dissipation d'énergie par effet Joule due aux courants de Foucault qui circulent dans la pièce conduit à augmenter la composante résistive de l'impédance de la bobine.
La variation d'impédance du bobinage est analysée afin de contrôler l'état de la pièce. Par exemple, pour évaluer l'épaisseur d'un revêtement isolant ou faiblement conducteur de type peinture, le paramètre primordial du couplage est l'entrefer entre le bobinage et la pièce conductrice. Pour la recherche de défauts en fabrication, c'est la perturbation de la conductivité électrique et/ou de la perméabilité de la pièce qui est le paramètre d'intérêt.

## Exemple
Le schéma illustre le contrôle d'une plaque conductrice par la technique des courants de Foucault. Le point rouge qui se déplace dans le plan complexe (XY) correspond à la variation d'impédance du bobinage (ΔZ). La composante X correspond à la partie résistive et la composante Y correspond à la partie réactive de l'impédance. La référence (ou origine dans le plan complexe) pour la variation d'impédance est une zone sans défaut de la pièce à contrôler ou d'une plaque de référence. L'opération qui consiste à soustraire l'impédance de référence Z0 à l'impédance Z du bobinage s'appelle l'équilibrage (ΔZ = Z - Z0). Cette fonction est disponible sur tous les appareils de contrôle par courants de Foucault et constitue un préalable au contrôle.

Schéma du contrôle d'une plaque par courants de Foucault

## Applications
La technique de contrôle par courants de Foucault est utilisée dans l'industrie en fabrication et en maintenance. Les principales applications sont :
le contrôle santé (recherche d'éventuels défauts pouvant affecter la tenue mécanique de pièces),
la mesure d'épaisseur de couches de revêtement,
le tri de nuances,
le contrôle de profondeur de traitement (par exemple, la profondeur de trempe).

### Points forts de la technique
- absence de préparation de surface,
- absence de couplant,
- grande vitesse de contrôle (jusqu'à plusieurs mètres par seconde).

### Points faibles de la technique
- l'atténuation rapide des courants de Foucault limite un petit peu cette technique à une faible profondeur de contrôle, seuls les défauts en surface ou proches de la surface peuvent être détectés;
- l'interprétation des signaux peut être complexe (analyse en plan d'impédance);